# MG.Kvis-Vega/Saison 2015
Dieser Artikel listet Erfolge und Fahrer des Radsportteams MG.Kvis-Vega in der Saison 2015 auf.

## Erfolge in der UCI Europe Tour
| Datum     | Rennen                            | Kat. | Fahrer                  |
| --------- | --------------------------------- | ---- | ----------------------- |
| 17. Mai   | Gran Premio Industrie del Marmo   | 1.2  | Gian Marco Di Francesco |
| 12. Juli  | Giro del Medio Brenta             | 1.2  | Michele Gazzara         |
| 2. August | Trofeo Internazionale Bastianelli | 1.2  | Michele Gazzara         |

## Abgänge – Zugänge
| Zugänge             | Team 2014               | Abgänge             | Team 2015                      |
| ------------------- | ----------------------- | ------------------- | ------------------------------ |
| Michele Scartezzini | Continental Team Astana | Gianni D’Intino     | Calz.Montegranaro              |
| Antonio Santoro     | Meridiana Kamen Team    | Alessandro Riccardi | Delio-Gallina-Colosio-Eurofeed |
| Michele Gazzara     | Neoprofi                | Fernando Arroyo     | Unbekannt                      |
| Luca Muffolini      | Neoprofi                | Alessio Camilli     | Unbekannt                      |
| Matteo Occhialini   | Neoprofi                | Matteo Ciavatta     | Unbekannt                      |
| Raffael Radice      | Neoprofi                | Cesare Ciommi       | Unbekannt                      |
| Andrea Tomassini    | Neoprofi                | Sante Di Nizio      | Unbekannt                      |
| Mateusz Dubienicki  | Neoprofi                | Fabio Saccacini     | Unbekannt                      |

## Mannschaft
| Name                    | Geburtstag         | Nationalität |
| ----------------------- | ------------------ | ------------ |
| Gian Marco Di Francesco | 2. August 1989     | Italien      |
| Mateusz Dubienicki      | 26. April 1993     | Polen        |
| Emiliano Faieta         | 18. August 1993    | Italien      |
| Nicola Gaffurini        | 15. Dezember 1989  | Italien      |
| Michele Gazzara         | 27. September 1990 | Italien      |
| Moreno Giampaolo        | 25. August 1991    | Italien      |
| Alessio Lanzano         | 1. November 1995   | Italien      |
| Matteo Monti            | 23. Mai 1995       | Italien      |
| Luca Maffolini          | 17. Juni 1992      | Italien      |
| Matteo Occhialini       | 5. Februar 1995    | Italien      |
| Raffael Radice          | 21. Juni 1996      | Italien      |
| Antonio Santoro         | 13. September 1989 | Italien      |
| Michele Scartezzini     | 10. Januar 1992    | Italien      |
| Andrea Tomassini        | 15. September 1996 | Italien      |
| Fabio Tuzi              | 3. Januar 1995     | Italien      |